# Khulm (huyện)
Khulm là một huyện thuộc tỉnh Balkh, Afghanistan. Dân số thời điểm năm 1999 là 73,914 người.